# سيباستيان مارشال
سيباستيان مارشال (بالإنجليزية: Sebastian Marshall)‏ هو مساعد سائق ‏ بريطاني، ولد في 29 مايو 1988 في رويال تونبريدج ولز ‏ في المملكة المتحدة.

## روابط خارجية
- سيباستيان مارشال على موقع Rallye-info.com (الإنجليزية)